# Sundance Film Festival 2002
Il Sundance Film Festival 2002 si è svolto a Park City, Utah, dal 10 gennaio al 20 gennaio 2002.

## Film in concorso
Elenco dei film in competizione e vincitori dei premi non competitivi. In grassetto i vincitori.

### U.S. Dramatic
- Personal Velocity: Three Portraits, regia di Rebecca Miller
- Bark!, regia di Kasia Adamik
- Better Luck Tomorrow, regia di Justin Lin
- Cherish, regia di Finn Taylor
- Face, regia di Bertha Bay-Sa Pan
- Killing Time, regia di Anthony Jaswinski
- Love Liza, regia di Todd Louiso
- Manito, regia di Eric Eason
- Narc - Analisi di un delitto, regia di Joe Carnahan
- Paradox Lake, regia di Przemyslaw Reut
- Pumpkin, regia di Anthony Abrams e Adam Larson Broder
- Le donne vere hanno le curve, regia di Patricia Cardoso
- Secretary, regia di Steven Shainberg
- Tadpole, regia di Gary Winick
- The Slaughter Rule, regia di Alex Smith e Andrew J. Smith
- XX/XY, regia di Austin Chick

### U.S. Documentary
- Daughter from Danang, regia di Gail Dolgin e Vicente Franco
- Amandla! A Revolution in Four Part Harmony, regia di Lee Hirsch
- American Standoff, regia di Kristi Jacobson
- Blue Vinyl, regia di Judith Helfand e Daniel B. Gold
- Close to Home, regia di Vanessa Roth e Alexandra Dickson
- Daddy and Papa, regia di Johnny Symons
- Derrida, regia di Kirby Dick e Amy Ziering
- Family Fundamentals, regia di Arthur Dong
- How to Draw a Bunny, regia di John W. Walter
- Señorita extraviada, regia di Lourdes Portillo
- Sister Helen, regia di Rob Fruchtman e Rebecca Cammisa
- The Cockettes, regia di Bill Weber e David Weissman
- The Execution of Wanda Jean, regia di Liz Garbus
- Two Towns of Jasper, regia di Whitney Dow e Marco Williams

### Premi speciali della giuria
- U.S. Dramatic:
  - Franky G, Leo Minaya, Manuel Cabral, Hector Gonzalez, Julissa Lopez, Jessica Morales e Panchito Gómez con Manito, regia di Eric Eason, "per il cast nell'insieme"'[1]
  - America Ferrera e Lupe Ontiveros con Le donne vere hanno le curve, regia di Patricia Cardoso, "per l'interpretazione"[2]
  - Secretary, regia di Steven Shainberg, "per l'originalità"[3]
- U.S. Documentary:
  - How to Draw a Bunny, regia di John W. Walter
  - Señorita extraviada, regia di Lourdes Portillo

### Premi per la migliore regia
- U.S. Dramatic: Gary Winick con Tadpole
- U.S. Documentary: Rob Fruchtman e Rebecca Cammisa con Sister Helen

### Premi per la migliore fotografia
- U.S. Dramatic: Ellen Kuras con Personal Velocity: Three Portraits
- U.S. Documentary: Daniel B. Gold con Blue Vinyl

### Premi del pubblico
- U.S. Dramatic: Le donne vere hanno le curve, regia di Patricia Cardoso
- U.S. Documentary: Amandla! A Revolution in Four Part Harmony, regia di Lee Hirsch
- World Cinema Dramatic:
  - Bloody Sunday, regia di Paul Greengrass
  - L'ultimo bacio, regia di Gabriele Muccino

### Premio Waldo Salt miglior sceneggiatura
Gordy Hoffman con Love Liza, regia di Todd Louiso

## La giuria
Dramatic: Brad Anderson ( Stati Uniti), Patricia Arquette ( Stati Uniti), Matthew Libatique ( Stati Uniti), Anne Thompson ( Stati Uniti), John Waters ( Stati Uniti)
Documentary: Jeffrey Friedman ( Stati Uniti), Jytte Rønnow Jensen ( Danimarca), Stanley Nelson ( Stati Uniti), Alanis Obomsawin ( Stati Uniti), Frances Reid ( Stati Uniti)